# Senatori dell'Oregon
L'Oregon è entrato a far parte degli Stati Uniti il 14 febbraio 1859. Elegge i senatori di classi 2 e 3. Gli attuali senatori sono i democratici Ron Wyden e Jeff Merkley.

## Elenco

### Classe 2
| N.                                       | Foto                                     | Senatore                                 | Partito                                  | Carica                                   | Carica                                   | Congresso                                              | Mandato                                  | Storia elettorale                            |
| N.                                       | Foto                                     | Senatore                                 | Partito                                  | Inizio                                   | Termine                                  | Congresso                                              | Mandato                                  | Storia elettorale                            |
| ---------------------------------------- | ---------------------------------------- | ---------------------------------------- | ---------------------------------------- | ---------------------------------------- | ---------------------------------------- | ------------------------------------------------------ | ---------------------------------------- | -------------------------------------------- |
| 1                                        |                                          | Delazon Smith                            | Democratico                              | 14 febbraio 1859                         | 3 marzo 1859                             | 35                                                     | 1                                        | Eletto all'ammissione Ha perso la rielezione |
| Vacante                                  | Vacante                                  | Vacante                                  | Vacante                                  | 4 marzo 1859                             | 1 ottobre 1860                           | 36                                                     | 1/2                                      |                                              |
| 2                                        |                                          | Edward Dickinson Baker                   | Repubblicano                             | 1 ottobre 1860                           | 21 ottobre 1862                          | 36                                                     | 1/2                                      | Eletto in ritardo Deceduto                   |
| 2                                        | 37                                       | Edward Dickinson Baker                   | Repubblicano                             | 1 ottobre 1860                           | 21 ottobre 1862                          |                                                        | 1/2                                      | Eletto in ritardo Deceduto                   |
| Vacante                                  | Vacante                                  | Vacante                                  | Vacante                                  | 21 ottobre 1862                          | 27 febbraio 1862                         |                                                        | 1/2                                      |                                              |
| 3                                        |                                          | Benjamin Stark                           | Democratico                              | 27 febbraio 1862                         | 12 settembre 1862                        | Nominato per continuare il mandato Ritiratosi          | 1/2                                      |                                              |
|                                          |                                          | Benjamin F. Harding                      | Democratico                              | 12 settembre 1862                        | 3 marzo 1865                             | Eletto per terminare il mandato Ritiratosi             | 1/2                                      |                                              |
| 4                                        | 38                                       | Benjamin F. Harding                      | Democratico                              | 12 settembre 1862                        | 3 marzo 1865                             | Eletto per terminare il mandato Ritiratosi             | 1/2                                      |                                              |
| 5                                        |                                          | George H. Williams                       | Repubblicano                             | 4 marzo 1865                             | 3 marzo 1871                             | 39                                                     | 1                                        | Eletto nel 1864 Ha perso la rielezione       |
| 5                                        | 40                                       | George H. Williams                       | Repubblicano                             | 4 marzo 1865                             | 3 marzo 1871                             |                                                        | 1                                        | Eletto nel 1864 Ha perso la rielezione       |
| 5                                        | 41                                       | George H. Williams                       | Repubblicano                             | 4 marzo 1865                             | 3 marzo 1871                             |                                                        | 1                                        | Eletto nel 1864 Ha perso la rielezione       |
| 6                                        |                                          | James K. Kelly                           | Democratico                              | 4 marzo 1871                             | 3 marzo 1877                             | 42                                                     | 1                                        | Eletto nel 1870 Ritiratosi                   |
| 6                                        | 43                                       | James K. Kelly                           | Democratico                              | 4 marzo 1871                             | 3 marzo 1877                             |                                                        | 1                                        | Eletto nel 1870 Ritiratosi                   |
| 6                                        | 44                                       | James K. Kelly                           | Democratico                              | 4 marzo 1871                             | 3 marzo 1877                             |                                                        | 1                                        | Eletto nel 1870 Ritiratosi                   |
| 7                                        |                                          | La Fayette Grover                        | Democratico                              | 4 marzo 1877                             | 3 marzo 1883                             | 45                                                     | 1                                        | Eletto nel 1876 Ritiratosi                   |
| 7                                        | 46                                       | La Fayette Grover                        | Democratico                              | 4 marzo 1877                             | 3 marzo 1883                             |                                                        | 1                                        | Eletto nel 1876 Ritiratosi                   |
| 7                                        | 47                                       | La Fayette Grover                        | Democratico                              | 4 marzo 1877                             | 3 marzo 1883                             |                                                        | 1                                        | Eletto nel 1876 Ritiratosi                   |
| 8                                        |                                          | Joseph N. Dolph                          | Repubblicano                             | 4 marzo 1883                             | 3 marzo 1895                             | 48                                                     | 1                                        | Eletto nel 1883                              |
| 8                                        | 49                                       | Joseph N. Dolph                          | Repubblicano                             | 4 marzo 1883                             | 3 marzo 1895                             |                                                        | 1                                        | Eletto nel 1883                              |
| 8                                        | 50                                       | Joseph N. Dolph                          | Repubblicano                             | 4 marzo 1883                             | 3 marzo 1895                             |                                                        | 1                                        | Eletto nel 1883                              |
| 8                                        | 51                                       | Joseph N. Dolph                          | Repubblicano                             | 4 marzo 1883                             | 3 marzo 1895                             | 2                                                      | Rieletto nel 1883 Ha perso la rielezione |                                              |
| 8                                        | 52                                       | Joseph N. Dolph                          | Repubblicano                             | 4 marzo 1883                             | 3 marzo 1895                             | 2                                                      | Rieletto nel 1883 Ha perso la rielezione |                                              |
| 8                                        | 53                                       | Joseph N. Dolph                          | Repubblicano                             | 4 marzo 1883                             | 3 marzo 1895                             | 2                                                      | Rieletto nel 1883 Ha perso la rielezione |                                              |
| 9                                        |                                          | George W. McBride                        | Repubblicano                             | 4 marzo 1895                             | 3 marzo 1901                             | 54                                                     | 1                                        | Eletto nel 1895 Ha perso la rinomina         |
| 9                                        | 55                                       | George W. McBride                        | Repubblicano                             | 4 marzo 1895                             | 3 marzo 1901                             |                                                        | 1                                        | Eletto nel 1895 Ha perso la rinomina         |
| 9                                        | 56                                       | George W. McBride                        | Repubblicano                             | 4 marzo 1895                             | 3 marzo 1901                             |                                                        | 1                                        | Eletto nel 1895 Ha perso la rinomina         |
| 10                                       |                                          | John H. Mitchell                         | Repubblicano                             | 4 marzo 1901                             | 8 dicembre 1905                          | 57                                                     | 1/2                                      | Eletto nel 1901 Deceduto                     |
| 10                                       | 58                                       | John H. Mitchell                         | Repubblicano                             | 4 marzo 1901                             | 8 dicembre 1905                          |                                                        | 1/2                                      | Eletto nel 1901 Deceduto                     |
| 10                                       | 59                                       | John H. Mitchell                         | Repubblicano                             | 4 marzo 1901                             | 8 dicembre 1905                          |                                                        | 1/2                                      | Eletto nel 1901 Deceduto                     |
| Vacante                                  | Vacante                                  | Vacante                                  | Vacante                                  | 8 dicembre 1905                          | 21 dicembre 1905                         |                                                        | 1/2                                      |                                              |
| 11                                       |                                          | John M. Gearin                           | Democratico                              | 21 dicembre 1905                         | 23 gennaio 1907                          | Nominato per continuare il mandato Ritiratosi          | 1/2                                      |                                              |
| 12                                       |                                          | Frederick W. Mulkey                      | Repubblicano                             | 23 gennaio 1907                          | 3 marzo 1907                             | Eletto per terminare il mandato Ritiratosi             | 1/2                                      |                                              |
| 13                                       |                                          | Jonathan Bourne, Jr.                     | Repubblicano                             | 4 marzo 1907                             | 3 marzo 1913                             | 60                                                     | 1                                        | Eletto nel 1907 Ha perso l'elezione          |
| 13                                       | 61                                       | Jonathan Bourne, Jr.                     | Repubblicano                             | 4 marzo 1907                             | 3 marzo 1913                             |                                                        | 1                                        | Eletto nel 1907 Ha perso l'elezione          |
| 13                                       | 62                                       | Jonathan Bourne, Jr.                     | Repubblicano                             | 4 marzo 1907                             | 3 marzo 1913                             |                                                        | 1                                        | Eletto nel 1907 Ha perso l'elezione          |
| 14                                       |                                          | Harry Lane                               | Democratico                              | 4 marzo 1913                             | 23 maggio 1917                           | 63                                                     | 1/2                                      | Eletto nel 1913 Deceduto                     |
| 14                                       | 64                                       | Harry Lane                               | Democratico                              | 4 marzo 1913                             | 23 maggio 1917                           |                                                        | 1/2                                      | Eletto nel 1913 Deceduto                     |
| 14                                       | 65                                       | Harry Lane                               | Democratico                              | 4 marzo 1913                             | 23 maggio 1917                           |                                                        | 1/2                                      | Eletto nel 1913 Deceduto                     |
| Vacante                                  | Vacante                                  | Vacante                                  | Vacante                                  | 23 maggio 1917                           | 29 maggio 1917                           |                                                        | 1/2                                      |                                              |
| 15                                       |                                          | Charles L. McNary                        | Repubblicano                             | 29 maggio 1917                           | 6 novembre 1918                          | Nominato per continuare il mandato Ha perso l'elezione | 1/2                                      |                                              |
| 16                                       |                                          | Frederick W. Mulkey                      | Repubblicano                             | 6 novembre 1918                          | 18 dicembre 1918                         | Eletto per terminare il mandato Dimessosi, prima       | 1/2                                      |                                              |
| 17                                       |                                          | Charles L. McNary                        | Repubblicano                             | 18 dicembre 1918                         | 25 febbraio 1944                         | Nominato avendo già vinto l'elezione                   | 1/2                                      |                                              |
| 17                                       | 66                                       | Charles L. McNary                        | Repubblicano                             | 18 dicembre 1918                         | 25 febbraio 1944                         | 1                                                      | Eletto nel 1918                          |                                              |
| 17                                       | 67                                       | Charles L. McNary                        | Repubblicano                             | 18 dicembre 1918                         | 25 febbraio 1944                         | 1                                                      | Eletto nel 1918                          |                                              |
| 17                                       | 68                                       | Charles L. McNary                        | Repubblicano                             | 18 dicembre 1918                         | 25 febbraio 1944                         | 1                                                      | Eletto nel 1918                          |                                              |
| 17                                       | 69                                       | Charles L. McNary                        | Repubblicano                             | 18 dicembre 1918                         | 25 febbraio 1944                         | 2                                                      | Rieletto nel 1924                        |                                              |
| 17                                       | 70                                       | Charles L. McNary                        | Repubblicano                             | 18 dicembre 1918                         | 25 febbraio 1944                         | 2                                                      | Rieletto nel 1924                        |                                              |
| 17                                       | 71                                       | Charles L. McNary                        | Repubblicano                             | 18 dicembre 1918                         | 25 febbraio 1944                         | 2                                                      | Rieletto nel 1924                        |                                              |
| 17                                       | 72                                       | Charles L. McNary                        | Repubblicano                             | 18 dicembre 1918                         | 25 febbraio 1944                         | 3                                                      | Rieletto nel 1930                        |                                              |
| 17                                       | 73                                       | Charles L. McNary                        | Repubblicano                             | 18 dicembre 1918                         | 25 febbraio 1944                         | 3                                                      | Rieletto nel 1930                        |                                              |
| 17                                       | 74                                       | Charles L. McNary                        | Repubblicano                             | 18 dicembre 1918                         | 25 febbraio 1944                         | 3                                                      | Rieletto nel 1930                        |                                              |
| 17                                       | 75                                       | Charles L. McNary                        | Repubblicano                             | 18 dicembre 1918                         | 25 febbraio 1944                         | 4                                                      | Rieletto nel 1936                        |                                              |
| 17                                       | 76                                       | Charles L. McNary                        | Repubblicano                             | 18 dicembre 1918                         | 25 febbraio 1944                         | 4                                                      | Rieletto nel 1936                        |                                              |
| 17                                       | 77                                       | Charles L. McNary                        | Repubblicano                             | 18 dicembre 1918                         | 25 febbraio 1944                         | 4                                                      | Rieletto nel 1936                        |                                              |
| 17                                       | 78                                       | Charles L. McNary                        | Repubblicano                             | 18 dicembre 1918                         | 25 febbraio 1944                         | 1/2                                                    | Rieletto nel 1942 Deceduto               |                                              |
| Vacante                                  | Vacante                                  | Vacante                                  | Vacante                                  | 25 febbraio 1944                         | 13 marzo 1944                            | 1/2                                                    |                                          |                                              |
|                                          | 78                                       |                                          | Guy Cordon                               | Repubblicano                             | 13 marzo 1944                            | 1/2                                                    | 3 gennaio 1955                           | Eletto per terminare il mandato              |
| 18                                       | 79                                       |                                          | Guy Cordon                               | Repubblicano                             | 13 marzo 1944                            | 1/2                                                    | 3 gennaio 1955                           | Eletto per terminare il mandato              |
| 18                                       | 80                                       |                                          | Guy Cordon                               | Repubblicano                             | 13 marzo 1944                            | 1/2                                                    | 3 gennaio 1955                           | Eletto per terminare il mandato              |
| 18                                       | 81                                       | 1                                        | Guy Cordon                               | Repubblicano                             | 13 marzo 1944                            | Rieletto nel 1948 Ha perso la rielezione               | 3 gennaio 1955                           |                                              |
| 18                                       | 82                                       | 1                                        | Guy Cordon                               | Repubblicano                             | 13 marzo 1944                            | Rieletto nel 1948 Ha perso la rielezione               | 3 gennaio 1955                           |                                              |
| 18                                       | 83                                       | 1                                        | Guy Cordon                               | Repubblicano                             | 13 marzo 1944                            | Rieletto nel 1948 Ha perso la rielezione               | 3 gennaio 1955                           |                                              |
| 19                                       |                                          | Richard L. Neuberger                     | Democratico                              | 3 gennaio 1955                           | 9 marzo 1960                             | 84                                                     | 1/2                                      | Eletto nel 1954 Deceduto                     |
| 19                                       | 85                                       | Richard L. Neuberger                     | Democratico                              | 3 gennaio 1955                           | 9 marzo 1960                             |                                                        | 1/2                                      | Eletto nel 1954 Deceduto                     |
| 19                                       | 86                                       | Richard L. Neuberger                     | Democratico                              | 3 gennaio 1955                           | 9 marzo 1960                             |                                                        | 1/2                                      | Eletto nel 1954 Deceduto                     |
| Vacante                                  | Vacante                                  | Vacante                                  | Vacante                                  | 9 marzo 1960                             | 23 marzo 1960                            |                                                        | 1/2                                      |                                              |
| 20                                       |                                          | Hall S. Lusk                             | Democratico                              | 23 marzo 1960                            | 9 novembre 1960                          | Nominato per continuare il mandato                     | 1/2                                      |                                              |
| 21                                       |                                          | Maurine Neuberger                        | Democratico                              | 9 novembre 1960                          | 3 gennaio 1967                           | Eletta per terminare il mandato                        | 1/2                                      |                                              |
| 21                                       | 87                                       | Maurine Neuberger                        | Democratico                              | 9 novembre 1960                          | 3 gennaio 1967                           | 1                                                      | Eletta nel 1960 Ritiratasi               |                                              |
| 21                                       | 88                                       | Maurine Neuberger                        | Democratico                              | 9 novembre 1960                          | 3 gennaio 1967                           | 1                                                      | Eletta nel 1960 Ritiratasi               |                                              |
| 21                                       | 89                                       | Maurine Neuberger                        | Democratico                              | 9 novembre 1960                          | 3 gennaio 1967                           | 1                                                      | Eletta nel 1960 Ritiratasi               |                                              |
| 22                                       |                                          | Mark Hatfield                            | Repubblicano                             | 3 gennaio 1967                           | 3 gennaio 1997                           | 90                                                     | 1                                        | Eletto nel 1966                              |
| 22                                       | 91                                       | Mark Hatfield                            | Repubblicano                             | 3 gennaio 1967                           | 3 gennaio 1997                           |                                                        | 1                                        | Eletto nel 1966                              |
| 22                                       | 92                                       | Mark Hatfield                            | Repubblicano                             | 3 gennaio 1967                           | 3 gennaio 1997                           |                                                        | 1                                        | Eletto nel 1966                              |
| 22                                       | 93                                       | Mark Hatfield                            | Repubblicano                             | 3 gennaio 1967                           | 3 gennaio 1997                           | 2                                                      | Rieletto nel 1972                        |                                              |
| 22                                       | 94                                       | Mark Hatfield                            | Repubblicano                             | 3 gennaio 1967                           | 3 gennaio 1997                           | 2                                                      | Rieletto nel 1972                        |                                              |
| 22                                       | 95                                       | Mark Hatfield                            | Repubblicano                             | 3 gennaio 1967                           | 3 gennaio 1997                           | 2                                                      | Rieletto nel 1972                        |                                              |
| 22                                       | 96                                       | Mark Hatfield                            | Repubblicano                             | 3 gennaio 1967                           | 3 gennaio 1997                           | 3                                                      | Rieletto nel 1978                        |                                              |
| 22                                       | 97                                       | Mark Hatfield                            | Repubblicano                             | 3 gennaio 1967                           | 3 gennaio 1997                           | 3                                                      | Rieletto nel 1978                        |                                              |
| 22                                       | 98                                       | Mark Hatfield                            | Repubblicano                             | 3 gennaio 1967                           | 3 gennaio 1997                           | 3                                                      | Rieletto nel 1978                        |                                              |
| 22                                       | 99                                       | Mark Hatfield                            | Repubblicano                             | 3 gennaio 1967                           | 3 gennaio 1997                           | 4                                                      | Rieletto nel 1984                        |                                              |
| 22                                       | 100                                      | Mark Hatfield                            | Repubblicano                             | 3 gennaio 1967                           | 3 gennaio 1997                           | 4                                                      | Rieletto nel 1984                        |                                              |
| 22                                       | 101                                      | Mark Hatfield                            | Repubblicano                             | 3 gennaio 1967                           | 3 gennaio 1997                           | 4                                                      | Rieletto nel 1984                        |                                              |
| 22                                       | 102                                      | Mark Hatfield                            | Repubblicano                             | 3 gennaio 1967                           | 3 gennaio 1997                           | 5                                                      | Rieletto nel 1990 Ritiratosi             |                                              |
| 22                                       | 103                                      | Mark Hatfield                            | Repubblicano                             | 3 gennaio 1967                           | 3 gennaio 1997                           | 5                                                      | Rieletto nel 1990 Ritiratosi             |                                              |
| 22                                       | 104                                      | Mark Hatfield                            | Repubblicano                             | 3 gennaio 1967                           | 3 gennaio 1997                           | 5                                                      | Rieletto nel 1990 Ritiratosi             |                                              |
| 23                                       |                                          | Gordon Smith                             | Repubblicano                             | 3 gennaio 1997                           | 3 gennaio 2009                           | 105                                                    | 1                                        | Eletto nel 1996                              |
| 23                                       | 106                                      | Gordon Smith                             | Repubblicano                             | 3 gennaio 1997                           | 3 gennaio 2009                           |                                                        | 1                                        | Eletto nel 1996                              |
| 23                                       | 107                                      | Gordon Smith                             | Repubblicano                             | 3 gennaio 1997                           | 3 gennaio 2009                           |                                                        | 1                                        | Eletto nel 1996                              |
| 23                                       | 108                                      | Gordon Smith                             | Repubblicano                             | 3 gennaio 1997                           | 3 gennaio 2009                           | 2                                                      | Rieletto nel 2002 Ha perso la rielezione |                                              |
| 23                                       | 109                                      | Gordon Smith                             | Repubblicano                             | 3 gennaio 1997                           | 3 gennaio 2009                           | 2                                                      | Rieletto nel 2002 Ha perso la rielezione |                                              |
| 23                                       | 110                                      | Gordon Smith                             | Repubblicano                             | 3 gennaio 1997                           | 3 gennaio 2009                           | 2                                                      | Rieletto nel 2002 Ha perso la rielezione |                                              |
| 24                                       |                                          | Jeff Merkley                             | Democratico                              | 3 gennaio 2009                           | in carica                                | 111                                                    | 1                                        | Eletta nel 2008                              |
| 24                                       | 112                                      | Jeff Merkley                             | Democratico                              | 3 gennaio 2009                           | in carica                                |                                                        | 1                                        | Eletta nel 2008                              |
| 24                                       | 113                                      | Jeff Merkley                             | Democratico                              | 3 gennaio 2009                           | in carica                                |                                                        | 1                                        | Eletta nel 2008                              |
| 24                                       | 114                                      | Jeff Merkley                             | Democratico                              | 3 gennaio 2009                           | in carica                                | 2                                                      | Rieletto nel 2014                        |                                              |
| 24                                       | 115                                      | Jeff Merkley                             | Democratico                              | 3 gennaio 2009                           | in carica                                | 2                                                      | Rieletto nel 2014                        |                                              |
| 24                                       | 116                                      | Jeff Merkley                             | Democratico                              | 3 gennaio 2009                           | in carica                                | 2                                                      | Rieletto nel 2014                        |                                              |
| 24                                       | 117                                      | Jeff Merkley                             | Democratico                              | 3 gennaio 2009                           | in carica                                | 3                                                      | Rieletto nel 2020                        |                                              |
| 24                                       | 118                                      | Jeff Merkley                             | Democratico                              | 3 gennaio 2009                           | in carica                                | 3                                                      | Rieletto nel 2020                        |                                              |
| 24                                       | 119                                      | Jeff Merkley                             | Democratico                              | 3 gennaio 2009                           | in carica                                | 3                                                      | Rieletto nel 2020                        |                                              |
| Da determinarsi con le elezioni del 2026 | Da determinarsi con le elezioni del 2026 | Da determinarsi con le elezioni del 2026 | Da determinarsi con le elezioni del 2026 | Da determinarsi con le elezioni del 2026 | Da determinarsi con le elezioni del 2026 | 120                                                    |                                          |                                              |
| Da determinarsi con le elezioni del 2026 | Da determinarsi con le elezioni del 2026 | Da determinarsi con le elezioni del 2026 | Da determinarsi con le elezioni del 2026 | Da determinarsi con le elezioni del 2026 | Da determinarsi con le elezioni del 2026 | 121                                                    |                                          |                                              |
| Da determinarsi con le elezioni del 2026 | Da determinarsi con le elezioni del 2026 | Da determinarsi con le elezioni del 2026 | Da determinarsi con le elezioni del 2026 | Da determinarsi con le elezioni del 2026 | Da determinarsi con le elezioni del 2026 | 122                                                    |                                          |                                              |

### Classe 3
| N.                                       | Foto                                     | Senatore                                 | Partito                                  | Carica                                   | Carica                                   | Congresso | Mandato                                       | Storia elettorale                      |
| N.                                       | Foto                                     | Senatore                                 | Partito                                  | Inizio                                   | Termine                                  | Congresso | Mandato                                       | Storia elettorale                      |
| ---------------------------------------- | ---------------------------------------- | ---------------------------------------- | ---------------------------------------- | ---------------------------------------- | ---------------------------------------- | --------- | --------------------------------------------- | -------------------------------------- |
| 1                                        |                                          | Joseph Lane                              | Democratico                              | 14 febbraio 1859                         | 3 marzo 1861                             | 35        | 1                                             | Eletto all'ammissione Ritiratosi       |
| 1                                        | 36                                       | Joseph Lane                              | Democratico                              | 14 febbraio 1859                         | 3 marzo 1861                             |           | 1                                             | Eletto all'ammissione Ritiratosi       |
| 2                                        |                                          | James Nesmith                            | Democratico                              | 4 marzo 1861                             | 3 marzo 1867                             | 37        | 1                                             | Eletto nel 1861 Ha perso la rielezione |
| 2                                        | 38                                       | James Nesmith                            | Democratico                              | 4 marzo 1861                             | 3 marzo 1867                             |           | 1                                             | Eletto nel 1861 Ha perso la rielezione |
| 2                                        | 39                                       | James Nesmith                            | Democratico                              | 4 marzo 1861                             | 3 marzo 1867                             |           | 1                                             | Eletto nel 1861 Ha perso la rielezione |
| 3                                        |                                          | Henry W. Corbett                         | Repubblicano                             | 4 marzo 1867                             | 3 marzo 1873                             | 40        | 1                                             | Eletto nel 1867 Ritiratosi             |
| 3                                        | 41                                       | Henry W. Corbett                         | Repubblicano                             | 4 marzo 1867                             | 3 marzo 1873                             |           | 1                                             | Eletto nel 1867 Ritiratosi             |
| 3                                        | 42                                       | Henry W. Corbett                         | Repubblicano                             | 4 marzo 1867                             | 3 marzo 1873                             |           | 1                                             | Eletto nel 1867 Ritiratosi             |
| 4                                        |                                          | John H. Mitchell                         | Repubblicano                             | 4 marzo 1873                             | 3 marzo 1979                             | 43        | 1                                             | Eletto nel 1872 Ha perso la rielezione |
| 4                                        | 44                                       | John H. Mitchell                         | Repubblicano                             | 4 marzo 1873                             | 3 marzo 1979                             |           | 1                                             | Eletto nel 1872 Ha perso la rielezione |
| 4                                        | 45                                       | John H. Mitchell                         | Repubblicano                             | 4 marzo 1873                             | 3 marzo 1979                             |           | 1                                             | Eletto nel 1872 Ha perso la rielezione |
| 5                                        |                                          | James H. Slater                          | Democratico                              | 4 marzo 1879                             | 3 marzo 1885                             | 46        | 1                                             | Eletto nel 1879 Ritiratosi             |
| 5                                        | 47                                       | James H. Slater                          | Democratico                              | 4 marzo 1879                             | 3 marzo 1885                             |           | 1                                             | Eletto nel 1879 Ritiratosi             |
| 5                                        | 48                                       | James H. Slater                          | Democratico                              | 4 marzo 1879                             | 3 marzo 1885                             |           | 1                                             | Eletto nel 1879 Ritiratosi             |
| Vacante                                  | Vacante                                  | Vacante                                  | Vacante                                  | 3 marzo 1885                             | 18 novembre 1885                         | 49        | 1                                             |                                        |
|                                          |                                          | John H. Mitchell                         | Repubblicano                             | 18 novembre 1885                         | 3 marzo 1897                             | 49        | 1                                             | Eletto in ritardo                      |
| 6                                        | 50                                       | John H. Mitchell                         | Repubblicano                             | 18 novembre 1885                         | 3 marzo 1897                             |           | 1                                             | Eletto in ritardo                      |
| 6                                        | 51                                       | John H. Mitchell                         | Repubblicano                             | 18 novembre 1885                         | 3 marzo 1897                             |           | 1                                             | Eletto in ritardo                      |
| 6                                        | 52                                       | John H. Mitchell                         | Repubblicano                             | 18 novembre 1885                         | 3 marzo 1897                             | 2         | Rieletto nel 1890 Ha perso la rielezione      |                                        |
| 6                                        | 53                                       | John H. Mitchell                         | Repubblicano                             | 18 novembre 1885                         | 3 marzo 1897                             | 2         | Rieletto nel 1890 Ha perso la rielezione      |                                        |
| 6                                        | 54                                       | John H. Mitchell                         | Repubblicano                             | 18 novembre 1885                         | 3 marzo 1897                             | 2         | Rieletto nel 1890 Ha perso la rielezione      |                                        |
| Vacante                                  | Vacante                                  | Vacante                                  | Vacante                                  | 3 marzo 1897                             | 7 ottobre 1898                           | 55        | 1                                             |                                        |
|                                          |                                          | Joseph Simon                             | Repubblicano                             | 7 ottobre 1898                           | 3 marzo 1903                             | 55        | 1                                             | Eletto in ritardo Ritiratosi           |
| 7                                        | 56                                       | Joseph Simon                             | Repubblicano                             | 7 ottobre 1898                           | 3 marzo 1903                             |           | 1                                             | Eletto in ritardo Ritiratosi           |
| 7                                        | 57                                       | Joseph Simon                             | Repubblicano                             | 7 ottobre 1898                           | 3 marzo 1903                             |           | 1                                             | Eletto in ritardo Ritiratosi           |
| 8                                        |                                          | Charles W. Fulton                        | Repubblicano                             | 4 marzo 1903                             | 3 marzo 1909                             | 58        | 1                                             | Eletto nel 1903 Ha perso la rielezione |
| 8                                        | 59                                       | Charles W. Fulton                        | Repubblicano                             | 4 marzo 1903                             | 3 marzo 1909                             |           | 1                                             | Eletto nel 1903 Ha perso la rielezione |
| 8                                        | 60                                       | Charles W. Fulton                        | Repubblicano                             | 4 marzo 1903                             | 3 marzo 1909                             |           | 1                                             | Eletto nel 1903 Ha perso la rielezione |
| 9                                        |                                          | George E. Chamberlain                    | Democratico                              | 4 marzo 1909                             | 3 marzo 1921                             | 61        | 2                                             | Eletto nel 1909                        |
| 9                                        | 62                                       | George E. Chamberlain                    | Democratico                              | 4 marzo 1909                             | 3 marzo 1921                             |           | 2                                             | Eletto nel 1909                        |
| 9                                        | 63                                       | George E. Chamberlain                    | Democratico                              | 4 marzo 1909                             | 3 marzo 1921                             |           | 2                                             | Eletto nel 1909                        |
| 9                                        | 64                                       | George E. Chamberlain                    | Democratico                              | 4 marzo 1909                             | 3 marzo 1921                             | 3         | Rieletto nel 1914 Ha perso la rielezione      |                                        |
| 9                                        | 65                                       | George E. Chamberlain                    | Democratico                              | 4 marzo 1909                             | 3 marzo 1921                             | 3         | Rieletto nel 1914 Ha perso la rielezione      |                                        |
| 9                                        | 66                                       | George E. Chamberlain                    | Democratico                              | 4 marzo 1909                             | 3 marzo 1921                             | 3         | Rieletto nel 1914 Ha perso la rielezione      |                                        |
| 10                                       |                                          | Robert N. Stanfield                      | Repubblicano                             | 4 marzo 1921                             | 3 gennaio 1927                           | 67        | 1                                             | Eletto nel 1920 Ha perso la rielezione |
| 10                                       | 68                                       | Robert N. Stanfield                      | Repubblicano                             | 4 marzo 1921                             | 3 gennaio 1927                           |           | 1                                             | Eletto nel 1920 Ha perso la rielezione |
| 10                                       | 69                                       | Robert N. Stanfield                      | Repubblicano                             | 4 marzo 1921                             | 3 gennaio 1927                           |           | 1                                             | Eletto nel 1920 Ha perso la rielezione |
| 11                                       |                                          | Frederick Steiwer                        | Repubblicano                             | 4 marzo 1927                             | 31 gennaio 1938                          | 70        | 1/2                                           | Eletto nel 1926                        |
| 11                                       | 71                                       | Frederick Steiwer                        | Repubblicano                             | 4 marzo 1927                             | 31 gennaio 1938                          |           | 1/2                                           | Eletto nel 1926                        |
| 11                                       | 72                                       | Frederick Steiwer                        | Repubblicano                             | 4 marzo 1927                             | 31 gennaio 1938                          |           | 1/2                                           | Eletto nel 1926                        |
| 11                                       | 73                                       | Frederick Steiwer                        | Repubblicano                             | 4 marzo 1927                             | 31 gennaio 1938                          | 1         | Rieletto nel 1932 Dimessosi                   |                                        |
| 11                                       | 74                                       | Frederick Steiwer                        | Repubblicano                             | 4 marzo 1927                             | 31 gennaio 1938                          | 1         | Rieletto nel 1932 Dimessosi                   |                                        |
| 11                                       | 75                                       | Frederick Steiwer                        | Repubblicano                             | 4 marzo 1927                             | 31 gennaio 1938                          | 1         | Rieletto nel 1932 Dimessosi                   |                                        |
| Vacante                                  | Vacante                                  | Vacante                                  | Vacante                                  | 31 gennaio 1938                          | 1 febbraio 1938                          | 1         |                                               |                                        |
| 12                                       |                                          | Alfred E. Reames                         | Democratico                              | 1 febbraio 1938                          | 9 novembre 1938                          | 1         | Nominato per continuare il mandato Ritiratosi |                                        |
| 13                                       |                                          | Alexander G. Barry                       | Repubblicano                             | 9 novembre 1938                          | 3 gennaio 1939                           | 1         | Eletto per terminare il mandato Ritiratosi    |                                        |
| 14                                       |                                          | Rufus C. Holman                          | Repubblicano                             | 3 gennaio 1939                           | 3 gennaio 1945                           | 76        | 1                                             | Eletto nel 1938 Ha perso la rinomina   |
| 14                                       | 77                                       | Rufus C. Holman                          | Repubblicano                             | 3 gennaio 1939                           | 3 gennaio 1945                           |           | 1                                             | Eletto nel 1938 Ha perso la rinomina   |
| 14                                       | 78                                       | Rufus C. Holman                          | Repubblicano                             | 3 gennaio 1939                           | 3 gennaio 1945                           |           | 1                                             | Eletto nel 1938 Ha perso la rinomina   |
| 15                                       |                                          | Wayne Morse                              | Repubblicano                             | 3 gennaio 1945                           | 3 gennaio 1969                           | 79        | 1                                             | Eletto nel 1944                        |
| 15                                       | 80                                       | Wayne Morse                              | Repubblicano                             | 3 gennaio 1945                           | 3 gennaio 1969                           |           | 1                                             | Eletto nel 1944                        |
| 15                                       | 81                                       | Wayne Morse                              | Repubblicano                             | 3 gennaio 1945                           | 3 gennaio 1969                           |           | 1                                             | Eletto nel 1944                        |
| 15                                       | 82                                       | Wayne Morse                              | Repubblicano                             | 3 gennaio 1945                           | 3 gennaio 1969                           | 2         | Rieletto nel 1950                             |                                        |
| 15                                       | Indipendente                             | Wayne Morse                              | 83                                       | 3 gennaio 1945                           | 3 gennaio 1969                           | 2         | Rieletto nel 1950                             |                                        |
| 15                                       | Democratico                              | Wayne Morse                              | 84                                       | 3 gennaio 1945                           | 3 gennaio 1969                           | 2         | Rieletto nel 1950                             |                                        |
| 15                                       | Democratico                              | Wayne Morse                              | 85                                       | 3 gennaio 1945                           | 3 gennaio 1969                           | 3         | Rieletto nel 1956                             |                                        |
| 15                                       | Democratico                              | Wayne Morse                              | 86                                       | 3 gennaio 1945                           | 3 gennaio 1969                           | 3         | Rieletto nel 1956                             |                                        |
| 15                                       | Democratico                              | Wayne Morse                              | 87                                       | 3 gennaio 1945                           | 3 gennaio 1969                           | 3         | Rieletto nel 1956                             |                                        |
| 15                                       | Democratico                              | Wayne Morse                              | 88                                       | 3 gennaio 1945                           | 3 gennaio 1969                           | 4         | Rieletto nel 1962 Ha perso la rielezione      |                                        |
| 15                                       | Democratico                              | Wayne Morse                              | 89                                       | 3 gennaio 1945                           | 3 gennaio 1969                           | 4         | Rieletto nel 1962 Ha perso la rielezione      |                                        |
| 15                                       | Democratico                              | Wayne Morse                              | 90                                       | 3 gennaio 1945                           | 3 gennaio 1969                           | 4         | Rieletto nel 1962 Ha perso la rielezione      |                                        |
| 16                                       |                                          | Bob Packwood                             | Repubblicano                             | 3 gennaio 1969                           | 1 ottobre 1995                           | 91        | 1                                             | Eletto nel 1968                        |
| 16                                       | 92                                       | Bob Packwood                             | Repubblicano                             | 3 gennaio 1969                           | 1 ottobre 1995                           |           | 1                                             | Eletto nel 1968                        |
| 16                                       | 93                                       | Bob Packwood                             | Repubblicano                             | 3 gennaio 1969                           | 1 ottobre 1995                           |           | 1                                             | Eletto nel 1968                        |
| 16                                       | 94                                       | Bob Packwood                             | Repubblicano                             | 3 gennaio 1969                           | 1 ottobre 1995                           | 2         | Rieletto nel 1974                             |                                        |
| 16                                       | 95                                       | Bob Packwood                             | Repubblicano                             | 3 gennaio 1969                           | 1 ottobre 1995                           | 2         | Rieletto nel 1974                             |                                        |
| 16                                       | 96                                       | Bob Packwood                             | Repubblicano                             | 3 gennaio 1969                           | 1 ottobre 1995                           | 2         | Rieletto nel 1974                             |                                        |
| 16                                       | 97                                       | Bob Packwood                             | Repubblicano                             | 3 gennaio 1969                           | 1 ottobre 1995                           | 3         | Rieletto nel 1980                             |                                        |
| 16                                       | 98                                       | Bob Packwood                             | Repubblicano                             | 3 gennaio 1969                           | 1 ottobre 1995                           | 3         | Rieletto nel 1980                             |                                        |
| 16                                       | 99                                       | Bob Packwood                             | Repubblicano                             | 3 gennaio 1969                           | 1 ottobre 1995                           | 3         | Rieletto nel 1980                             |                                        |
| 16                                       | 100                                      | Bob Packwood                             | Repubblicano                             | 3 gennaio 1969                           | 1 ottobre 1995                           | 4         | Rieletto nel 1986                             |                                        |
| 16                                       | 101                                      | Bob Packwood                             | Repubblicano                             | 3 gennaio 1969                           | 1 ottobre 1995                           | 4         | Rieletto nel 1986                             |                                        |
| 16                                       | 102                                      | Bob Packwood                             | Repubblicano                             | 3 gennaio 1969                           | 1 ottobre 1995                           | 4         | Rieletto nel 1986                             |                                        |
| 16                                       | 103                                      | Bob Packwood                             | Repubblicano                             | 3 gennaio 1969                           | 1 ottobre 1995                           | 1/2       | Rieletto nel 1992 Dimessosi                   |                                        |
| 16                                       | 104                                      | Bob Packwood                             | Repubblicano                             | 3 gennaio 1969                           | 1 ottobre 1995                           | 1/2       | Rieletto nel 1992 Dimessosi                   |                                        |
| Vacante                                  | Vacante                                  | Vacante                                  | Vacante                                  | 1 ottobre 1995                           | 6 febbraio 1996                          | 1/2       |                                               |                                        |
|                                          |                                          | Ron Wyden                                | Democratico                              | 6 febbraio 1996                          | in carica                                | 1/2       | Eletto per terminare il mandato               |                                        |
| 17                                       | 105                                      | Ron Wyden                                | Democratico                              | 6 febbraio 1996                          | in carica                                | 1/2       | Eletto per terminare il mandato               |                                        |
| 17                                       | 106                                      | Ron Wyden                                | Democratico                              | 6 febbraio 1996                          | in carica                                | 1         | Rieletto nel 1998                             |                                        |
| 17                                       | 107                                      | Ron Wyden                                | Democratico                              | 6 febbraio 1996                          | in carica                                | 1         | Rieletto nel 1998                             |                                        |
| 17                                       | 108                                      | Ron Wyden                                | Democratico                              | 6 febbraio 1996                          | in carica                                | 1         | Rieletto nel 1998                             |                                        |
| 17                                       | 109                                      | Ron Wyden                                | Democratico                              | 6 febbraio 1996                          | in carica                                | 2         | Rieletto nel 2004                             |                                        |
| 17                                       | 110                                      | Ron Wyden                                | Democratico                              | 6 febbraio 1996                          | in carica                                | 2         | Rieletto nel 2004                             |                                        |
| 17                                       | 111                                      | Ron Wyden                                | Democratico                              | 6 febbraio 1996                          | in carica                                | 2         | Rieletto nel 2004                             |                                        |
| 17                                       | 112                                      | Ron Wyden                                | Democratico                              | 6 febbraio 1996                          | in carica                                | 3         | Rieletto nel 2010                             |                                        |
| 17                                       | 113                                      | Ron Wyden                                | Democratico                              | 6 febbraio 1996                          | in carica                                | 3         | Rieletto nel 2010                             |                                        |
| 17                                       | 114                                      | Ron Wyden                                | Democratico                              | 6 febbraio 1996                          | in carica                                | 3         | Rieletto nel 2010                             |                                        |
| 17                                       | 115                                      | Ron Wyden                                | Democratico                              | 6 febbraio 1996                          | in carica                                | 4         | Rieletto nel 2016                             |                                        |
| 17                                       | 116                                      | Ron Wyden                                | Democratico                              | 6 febbraio 1996                          | in carica                                | 4         | Rieletto nel 2016                             |                                        |
| 17                                       | 117                                      | Ron Wyden                                | Democratico                              | 6 febbraio 1996                          | in carica                                | 4         | Rieletto nel 2016                             |                                        |
| 17                                       | 118                                      | Ron Wyden                                | Democratico                              | 6 febbraio 1996                          | in carica                                | 5         | Rieletto nel 2022                             |                                        |
| 17                                       | 119                                      | Ron Wyden                                | Democratico                              | 6 febbraio 1996                          | in carica                                | 5         | Rieletto nel 2022                             |                                        |
| 17                                       | 120                                      | Ron Wyden                                | Democratico                              | 6 febbraio 1996                          | in carica                                | 5         | Rieletto nel 2022                             |                                        |
| Da determinarsi con le elezioni del 2022 | Da determinarsi con le elezioni del 2022 | Da determinarsi con le elezioni del 2022 | Da determinarsi con le elezioni del 2022 | Da determinarsi con le elezioni del 2022 | Da determinarsi con le elezioni del 2022 | 121       |                                               |                                        |
| Da determinarsi con le elezioni del 2022 | Da determinarsi con le elezioni del 2022 | Da determinarsi con le elezioni del 2022 | Da determinarsi con le elezioni del 2022 | Da determinarsi con le elezioni del 2022 | Da determinarsi con le elezioni del 2022 | 122       |                                               |                                        |
| Da determinarsi con le elezioni del 2022 | Da determinarsi con le elezioni del 2022 | Da determinarsi con le elezioni del 2022 | Da determinarsi con le elezioni del 2022 | Da determinarsi con le elezioni del 2022 | Da determinarsi con le elezioni del 2022 | 123       |                                               |                                        |